# Wilhelm Gengenbach
Wilhelm Gengenbach (11 août 1914- 2 janvier 2002) est un militant communiste allemand.  

## Biographie
Né à Bâle en 1914, Wilhelm Gengenbach grandit chez ses grands-parents à Böblingen dans le sud-est de l'Allemagne. Il est gagné aux idées communistes à 15 ans en 1929 à la suite de contacts avec des ouvriers de l'usine Daimler-Benz de Sindelfingen. 
Il est arrêté pour ses activités politiques par le  régime nazi en 1933 et enfermé dans camp de concentration du Börgermoor. Il est libéré six mois plus tard faute de preuves.  
Réfugié en France en 1934, il continue à militer au sein du Parti communiste allemand en exil et s'oppose à la bureaucratie qui le dirige. Celle-ci tente de se débarrasser de lui en le renvoyant en mission en Allemagne, alors qu'il est sous le coup d'un mandat d'arrêt pour préparatifs de haute trahison. Mis à l'écart à son retour, il se retrouve au Secours rouge, et au Parti communiste français. Il s’engage fin 1938 dans l’armée française, pour y militer et est incorporé au 17e régiment d'artillerie. À la suite d'une grève de la faim, il est envoyé en centre psychiatrique puis réformé. À la suite de la dissolution du PCF par le gouvernement Daladier en septembre 1939, Gengenbach est interné en 1940 au camp du Vernet, où sont regroupés des membres du Parti communiste d'Allemagne, mais parvient à s’en évader.  
Sous l’Occupation, entré en clandestinité, il milite contre la résistance, qu'il juge nationaliste, du PCF. Il contacte des soldats allemands et parvient à obtenir des informations pour être prévenu des rafles contre les Juifs, Il dénonce le désintérêt des organisations de la Résistance face à ce problème. Arrêté, transféré en Allemagne et condamné à mort en 1944, il parvient à s'échapper en 1945. 
De retour en France, il est naturalisé en 1946 et poursuit son combat militant pour la cause ouvrière. Installé comme bouquiniste à Paris  sur le quai Voltaire en 1958, Wilhelm Gengenbach a publié un recueil de poésie intitulé Au niveau du caniveau en 1968.

## Ouvrages publiés
- Au niveau du caniveau, L'auteur, 1968.
- Une vie contre le capitalisme : 1 : face au fascisme allemand : (1929-1933), Acratie, 2006. 550 p.
- Une vie contre le capitalisme : 2 : à l’école de l’exil : (1933-1934), Acratie, 2013. 550 p.

### Archives
- Inventaire du fonds d'archives de Wilhelm Gengenbach conservé à La contemporaine. Le présent article de Wikipédia incorpore des éléments publiés sur ce site sous licence ouverte Etalab.